# 小林恵一
小林 恵一（こばやし けいいち、1948年8月31日 - ）は、大阪府出身のプロゴルファー。

## 来歴
大阪のホテルでコックをしていた時に杉原輝雄と知り合って弟子入りした異色の経歴を持つ。
1981年のKBCオーガスタでは初日を石井秀夫・鈴木規夫・謝敏男（中華民国）、デビッド・イシイ（アメリカ）、川村正己・浦西武光・高井吉春・重信秀人と共に69の5位タイでスタートした。
1982年のKBCオーガスタでは初日を1イーグル、3バーディー、1ボギーの4アンダー68で秋富由利夫・陳志明（中華民国）・川上実と並んでの首位タイでスタートした。
1984年の三菱ギャランでは初日を安田春雄・前田新作・伊能一郎・増田光彦と共に4アンダー68の5位タイでスタートし、3日目にも68をマークして重信秀人と並んでの6位タイに着けた。
1985年の関西プロでは3日目に自己ベストの65をマークし　て14位タイから一気に3位タイに浮上し、最終日には前半1バーディー、4ボギーと落ち込んだが、後半になるとパット、ショット共に冴え3バーディーのラッシュをかけ、16番でイーグルを決め一時は通算8アンダーに5人が並んだ混戦を制した。ベテランの鈴村照男と井上幸一を抑え、通算11アンダー277でプロ入り10年目で初のタイトルを獲得。デサント大阪オープンでは2日間共に69をマークし、吉川一雄・杉原輝雄・宮本康弘に次ぐと同時に磯村芳幸・中尾豊健・曽根保夫・山本洋一を抑えて4位に入った。松本紀彦とペアを組んだアコムダブルスでは最終日17番終了時点で前田新作&吉川ペア、鈴木弘一&大町昭義ペア、飯合肇&東聡ペアと共に2日目から首位を走るブライアン・ジョーンズ&マイク・ファーガソン（オーストラリア）ペアに追いついたが、ファーガソンが最終ホールで5mの難しいバーディパットを沈め、振り切られて2位タイ に終わった。
1986年には日本プロマッチプレーに初出場し、高橋勝成との準々決勝では高橋に18番のバーディーで追いつき、エキストラの19ホール目で高橋の連覇を阻止して勝ち上がる。上原宏一との準決勝では午前の9ホールで取り合いを演じ、インに入って上原が13番から3連続アップなど、午前を3アップで折り返し、午後に入り、4番までで上原4アップと流れをつかんだかに見えたが、小林も粘る。徐々に取り返して16番で上原のボギーで追いつき、36ホールのうち、互いに12ホールずつを取り合う激戦となる。小林はエキストラ19ホール目の15番で7.5mのバーディーパットを沈め、先にパーで上がり、次のホールの攻め方を考えていた上原を愕然とさせた。初出場で進出した決勝では中嶋常幸の一方的な展開となり、18番で左の林に打ち込んで、木の根元のボールを見て早々とギプアップ。小林は中嶋のショットを見過ぎて諦めが早くなってしまい、午後も中嶋は安定したプレーで、13番の31ホール目、6-5で決着。
1986年には兵庫県オープンで優勝し、1994年のデサントクラシック マンシングウェアカップを最後にレギュラーツアーから引退。

## 主な優勝
- 1985年 - 関西プロ
- 1986年 - 兵庫県オープン